# Округ Хендерсон (Северна Каролина)
Округ Хендерсон (енгл. Henderson County) је округ у америчкој савезној држави Северна Каролина.

## Демографија
По попису из 2010. године број становника је 106.740, што је 17.567 (19,7%) становника више него 2000. године.
| Група             | 2000.          | 2010.          |
| Белци             | 80.118 (89,8%) | 90.105 (84,4%) |
| Афроамериканци    | 2.725 (3,1%)   | 3.224 (3,0%)   |
| Азијати           | 546 (0,6%)     | 1.022 (1,0%)   |
| Хиспаноамериканци | 4.880 (5,5%)   | 10.424 (9,8%)  |
| Укупно            | 89.173         | 106.740        |